# Hypochaeris crepidioides
Hypochaeris crepidioides là một loài thực vật có hoa trong họ Cúc. Loài này được (Miyabe & Kudô) Tatew. & Kitam. mô tả khoa học đầu tiên năm 1934.